# Yens
Yens ist eine politische Gemeinde im Distrikt Morges des Kantons Waadt in der Schweiz.

## Geographie
Yens liegt auf 563 m ü. M., 6 km westlich der Bezirkshauptstadt Morges (Luftlinie). Das Dorf erstreckt sich auf einem Geländevorsprung über dem Tal des Boiron, im Waadtländer Mittelland, an aussichtsreicher Lage rund 200 m über dem Seespiegel des Genfersees.
Die Fläche des 9,5 km² grossen Gemeindegebiets umfasst einen Abschnitt des Waadtländer Mittellandes im Genferseeraum. Der südöstliche Teil des Gebietes wird von den offenen Hängen bei Yens eingenommen. Nach Nordwesten erstreckt sich der Gemeindeboden über den Boulépenat (656 m ü. M.) in eine leicht gewellte Hügellandschaft in der westlichen Randzone des Mittellandes. Hier befinden sich das Quellgebiet des Curbit (Seitenbach der Morges), der Wald Les Bougeries (bis 695 m ü. M.), das Quellgebiet des Boiron de Morges sowie die Wälder Les Tailles (bis 703 m ü. M.) und Le Sépey (mit 715 m ü. M. der höchste Punkt von Yens). Die südwestliche Grenze bildet auf weite Strecken der Bachlauf des Boiron. Von der Gemeindefläche entfielen 1997 7 % auf Siedlungen, 38 % auf Wald und Gehölze und 55 % auf Landwirtschaft.
Zu Yens gehören mehrere Einfamilienhaussiedlungen und einige Einzelhöfe. Die Nachbargemeinden von Yens sind im Nordosten Hautemorges, im Südosten Denens, im Südsüdosten Villars-sous-Yens, im Süden Lavigny, im Westen Saint-Livres, im Nordwesten Bière und im Nordnordwesten Ballens.

## Bevölkerung
Mit 1498 Einwohnern (Stand 31. Dezember 2023) gehört Yens zu den kleineren Gemeinden des Kantons Waadt. Von den Bewohnern sind 88,4 % französischsprachig, 4,2 % deutschsprachig und 2,7 % portugiesischsprachig (Stand 2000). Die Bevölkerungszahl von Yens belief sich 1900 auf 676 Einwohner. Nachdem die Bevölkerung bis 1960 auf 516 Einwohner abgenommen hatte, wurde wieder eine rasche Bevölkerungszunahme mit einer Verdoppelung der Einwohnerzahl innerhalb von 40 Jahren beobachtet.

## Wirtschaft
Yens war bis in Mitte des 20. Jahrhunderts ein vorwiegend durch die Landwirtschaft geprägtes Dorf. Noch heute haben der Ackerbau und der Weinbau eine wichtige Bedeutung in der Erwerbsstruktur der Bevölkerung. Am Hang unterhalb des Ortes befindet sich ein grösseres Weinbaugebiet. Schon seit dem ausgehenden Mittelalter nutzten mehrere Mühlen (darunter Moulin Martinet, Moulin au Loup) die Wasserkraft des Boiron. Weitere Arbeitsplätze sind im lokalen Kleingewerbe und im Dienstleistungssektor vorhanden. In den letzten Jahrzehnten hat sich das Dorf dank seiner attraktiven Lage zu einer Wohngemeinde entwickelt. Viele Erwerbstätige sind deshalb Wegpendler, die vor allem in Morges und in Lausanne arbeiten.

## Verkehr
Die Gemeinde liegt zwar abseits grösserer Durchgangsstrassen, ist aber verkehrstechnisch trotzdem gut erschlossen. Sie liegt oberhalb der Hauptstrasse von Aubonne nach Cossonay. Die Autobahnanschlüsse Aubonne und Morges-Ouest an der 1964 eröffneten A1 (Genf–Lausanne) sind jeweils rund 6 km vom Ort entfernt. Am 1. Juli 1895 wurde die Schmalspurbahn Bière–Apples–Morges mit einem Bahnhof in Yens in Betrieb genommen.

## Geschichte
Auf dem Gemeindegebiet wurden Überreste einer neolithischen Siedlung und Spuren aus der Römerzeit gefunden. Die erste urkundliche Erwähnung des Ortes erfolgte 1030 unter dem Namen Idens. Spätere Bezeichnungen waren Hiens (1059), Hyens (1223), Jens (1228), erstmals Yens (1232) und Hyenz (1234). Der Ortsname geht auf den burgundischen Personennamen Hiwa zurück und bedeutet bei den Leuten des Hiwa.
Yens kam im 13. Jahrhundert unter die Herrschaft der Herren von Aubonne. Seit der Eroberung der Waadt durch Bern im Jahr 1536 teilte das Dorf die Geschicke von Aubonne. Mit der Schaffung der Vogtei Aubonne im Jahr 1701 wurde Yens dieser zugeteilt. Nach dem Zusammenbruch des Ancien Régime gehörte das Dorf von 1798 bis 1803 während der Helvetik zum Kanton Léman, der anschliessend mit der Inkraftsetzung der Mediationsverfassung im Kanton Waadt aufging. 1798 wurde es zunächst dem Bezirk Aubonne zugeteilt, 1803 kam es zum Bezirk Morges.

## Sehenswürdigkeiten
Die Pfarrkirche von Yens wurde 1862 neu gebaut. Sie besitzt einen Glockenturm des mittelalterlichen Vorgängerbaus, der 1716 barockisiert wurde. Das ehemalige Schloss der Familie de la Harpe stammt aus dem 17. und 18. Jahrhundert. Ein klassizistisches Herrenhaus aus dem 18. Jahrhundert ist ebenfalls erhalten. Im Ortskern befinden sich einige typische Acker- und Weinbauernhäuser aus dem 17. bis 19. Jahrhundert.

## Persönlichkeiten
- Isabelle Moret (* 1970), Politikerin (FDP), wohnt in Yens